# Maler von London E 33

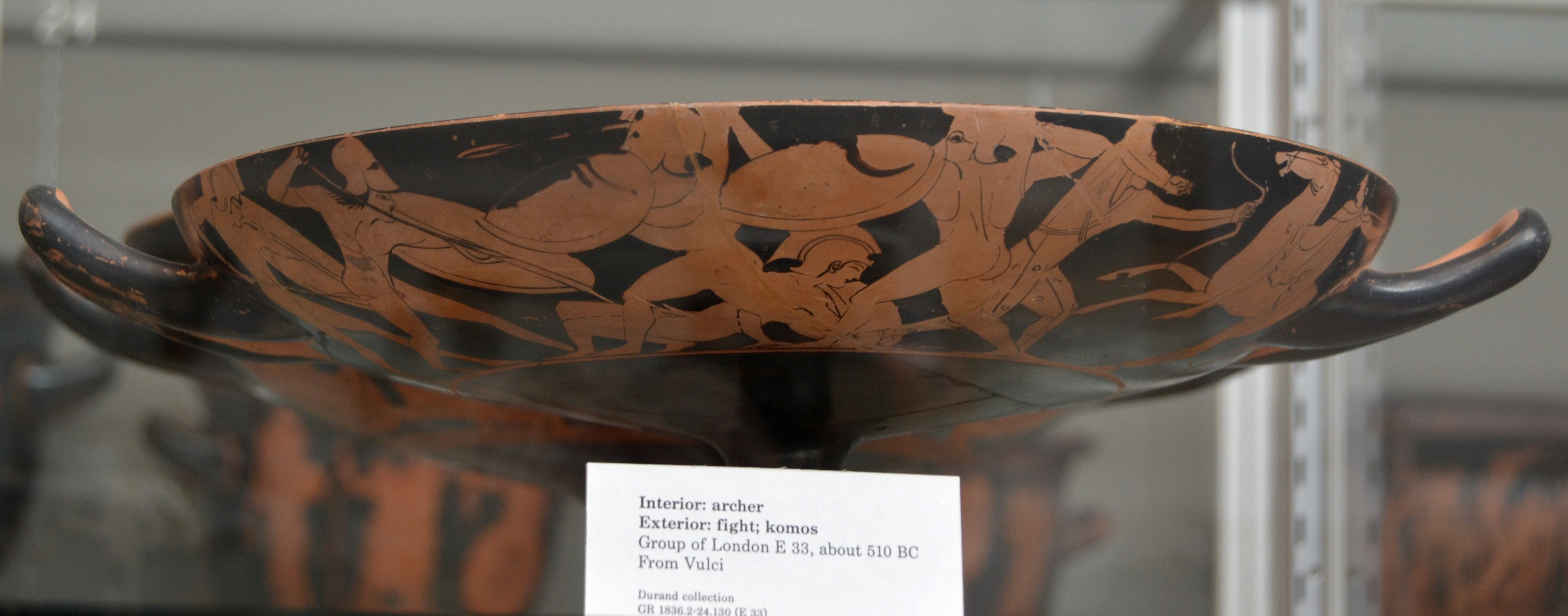
Londoner Namenvase

Der Maler von London E 33 war ein griechischer Vasenmaler, der Ende des 6. Jahrhunderts v. Chr. in Athen tätig war.
Der Maler von London E 33, der etwa zur selben Zeit wie die sogenannte „Pioniergruppe“ des rotfigurigen Stils aktiv war, gehörte zu den frühesten rotfigurigen Schalenmalern. Wie auch andere Schalenmaler dieser Zeit testete der Maler von London E 33 die Möglichkeiten der neuen Technik aufgrund der vergleichsweise kleineren Arbeitsfläche – des Inneren sowie der beiden Außenseiten der Schalen – noch nicht in derselben Tiefe aus, wie es die Vertreter der Pioniergruppe auf größeren Vasen schon taten, dennoch trugen auch die Schalenmaler ihren Teil zum Erfolg des neuen Stils bei.
John D. Beazley hat die Handschrift des Vasenmalers innerhalb des zehntausende Teile umfassenden Bestandes bekannter attisch-rotfiguriger Vasen und Fragmente erkannt und seine Werke grundlegend zusammengestellt. Er beschrieb den Stil als dem Epiktetos sehr nahestehend, geradezu imitierend, aber technisch sehr viel gröber. Zudem erinnere er stark an den Stil des Aktorione-Malers und weise zum Umkreis des Nikosthenes-Malers. Beazley hat dem Maler nur wenige Werke zugeschrieben. Vier Werke erscheinen ihm sicher als das Werk eines Einzelmalers, zwei weitere Schalen setzt er in den Umkreis. Zunächst, in den Attic Red-Figure Vase-Painters, führte er die Werke unter dem Namen Gruppe von London E 33, doch zumindest die vier Hauptwerke sah er schließlich schon in den Nachträgen als die Werke nur eines Malers, in den Paralipomena führte er ihn auch nur noch als Maler, nicht mehr als Gruppe.
Werkliste
Alle Werke sind Schalen, die ersten vier Schalen sind dem Maler von London E 33 zugewiesen, die restlichen dem Umkreis:
1. British Museum, London, Inventarnummer E 33, gefunden in Vulci, Motiv: A-Seite: Schlacht, B-Seite: Komos, I: Bogenschütze[1]
2. Archäologisches Nationalmuseum, Neapel, Inventarnummer H 2630 (81327/M 1138), Motiv: A- und B-Seite: Komos, I: Jüngling in einem Krater[2]
3. Fragmentiert, Louvre, Paris, Inventarnummer G 40, Motiv: A-Seite: Schlacht, B-Seite: möglicherweise rennende Figur, I: Jüngling mit Trinkhorn während eines Symposions[3]
4. Privatsammlung, aus dem Kunsthandel („Ars Antiqua“) in Luzern, Motiv: A-Seite: Athleten, B-Seite: Kampf zwischen Jugendlichen, I: nackte Frau[4]
5. Archäologisches Nationalmuseum, Athen, Inventarnummer 1568 (CC1165), Motiv: A-Seite: Satyrn und Mänaden, B-Seite: Kampfszene, I: Satyr mit Pelta und Thyrsos[5]
6. John Elliott Classics Museum, Hobart, Inventarnummer 37, Motiv: A-Seite: Herakles im Kampf mit dem Nemeischen Löwen zwischen einer sitzenden Athene und Iolaos, B-Seite: Kämpfende Heroen, I: Jüngling mit Vasen[6]